# 石井敬士
石井 敬士（いしい たかし、1986年5月22日 - ）は、日本の漫画家。北海道出身。

## 来歴
2012年6月、『夢現少年ミント!』で第70回小学館新人コミック大賞児童漫画部門（藤子不二雄賞）で佳作を受賞。
2013年 、ゲーム『ポケットモンスター X・Y』のゲーム大会『ポケモン竜王戦』応援漫画として『ポケットモンスターX・Y　ポケモン竜王伝』を『月刊コロコロコミック』にて2013年11月号から2014年4月号まで連載。
2020年、『神様のアルバイト』を『別冊コロコロコミック』10月号の読み切り掲載から数えて三度の同誌読み切り掲載を経て、2022年には『月刊コロコロコミック』6月号に同作の読み切りを掲載。
2023年 、『月刊コロコロコミック』2月号より『神様のアルバイト』の連載開始。第7話は月間コロコロコミック8月号の別冊ふろくとして特別長編『一千万円の百鬼夜行』を掲載。
2025年、『月刊コロコロコミック』2月号から『モンスター烈伝 オレカバトル2』の連載を開始。

## 人物
初めて購入した月刊コロコロコミック（1996年2月号）に衝撃を受けたことが同誌で児童まんがを描くきっかけになった。

## 作品リスト

### 連載
- ポケットモンスターX・Y ポケモン竜王伝（『月刊コロコロコミック』2013年11月号 - 2014年4月号） - 単行本全1巻。
- 神様のアルバイト（『月刊コロコロコミック』2023年3月号 - 2024年10月号） - 単行本全5巻。
- モンスター烈伝 オレカバトル2（『月刊コロコロコミック』2025年2月号[6] - ） - 単行本既刊1巻（2025年7月28日現在）。

### 読み切り
- 征服指導アクマル先生（『別冊コロコロコミック』2012年12月号）
- 征服指導アクマル先生（『別冊コロコロコミック』2013年2月号）
- 吸血ヴァンプ（『別冊コロコロコミック』2015年2月号）
- 動画神ガシン（『別冊コロコロコミック』2018年10月号）
- 魔トランプ（『ミラコロコミック』2019年1月25日創刊号）
- オズのデスゲーム（『別冊コロコロコミック』2020年6月号）
- 神様のアルバイト（『別冊コロコロコミック』2020年10月号）
- 神様のアルバイト（『別冊コロコロコミック』2021年2月号）
- メガバグ駆除士ジェット（『別冊コロコロコミック（ミラコロコミック春号）』2021年6月号）
- ウルトラ・ウルト（『別冊コロコロコミック（ミラコロコミック夏号）』2021年10月号）
- 神様のアルバイト（『別冊コロコロコミック（ミラコロコミック冬号）』2022年2月号）
- 神様のアルバイト（『月間コロコロコミック』2022年6月号）

### その他
- ハピカミコミック - マクドナルドのハッピーセット告知漫画として月刊コロコロコミック（2013年8月号）に掲載。
- ギリギリ先輩 - WEBまんが。コロコロオンライン（2015年06月30日）公開。
- コロコロ漫画大学校 - 月刊コロコロコミック（2016年4月号 - 2017年3月号）の巻末コーナーを担当。
- 絶体絶命スパイうさまる - コロコロオリジナルYouTubeアニメ（2021年） - キャラクターデザイン、イラスト、絵コンテを担当。